# Tvøroyri
Tvøroyri er en færøsk bygd på den nordlige side af Trongisvágsfjørður og Suðuroys næststørste bygd, der er center for Tvøroyrar kommuna med , der også omfatter Froðba i øst, Trongisvágur i vest og Ørðavík i syd. 1. januar 2024 boede der 1.750 indbyggere i Tvøroyrar kommune.  Der er ingen udvidelsesmuligheder i bredden, derfor er al bebyggelse langs tre parallelle veje.
Bygden har en moderne fiskeri- og handelshavn med flere fiskefabrikker og en god infrastruktur, bl.a. hotel, gæstehus, lokalmuseum, sygehus, plejehjem, apotek, tandlæge, supermarkeder og specialforretninger.

## Kirken
I perioden 1880 til 1901 fordobledes folketallet i sognet fra 456 til 933. Kirken blev derfor hurtigt alt for lille, og det kom derfor på tale at få bygget en større kirke. Den 3. februar 1905 begyndte opførelsen af den nye Tvøroyrar kirkja. Alle lokale unge og voksne mænd fra Tvøroyri stillede sig til rådighed som frivillig arbejdskraft under opførelsen af kirken. Kirken i Tvøroyri er højt beliggende, og kan ses på stor afstand. Den blev fremstillet i Norge som byggesæt af tømmer, sendt til Tvøroyri, og samlet her i 1907. Den 3. februar 1905 blev arbejdet påbegyndt, og Kristi Himmelfartsdag i 1908 blev den nye kirke i Tvøroyri indviet. Ved konstruktionen af kirken er der taget særligt hensyn til klimaet med dets stærke Atlanterhavsstorme. Bindingsværket er overalt fastboltet til fundamentet, der er muret af kløvet basalt på den faste klippegrund. Basalten til fundamentet blev taget fra søjlebasalten ovenover kirken.

## Havnen
Havnen ligger beskyttet af Trongisvágsfjørður, så det er en god naturhavn. Derfor blev en filial af den danske monopolhandel etableret her i 1836, og handelspladsen omkring denne betød igen, at bygden Tvøroyri opstod. Før 1836 boede folk i Trongisvágur og Froðba, som ligger vest for og øst for Tvøroyri. Området hvor Tvøroyri er nu var landbrugsområde. Havnen har en dybde på 7 meter og er hjemhavn for 13 skibe med en totaltonnage 4.243 bruttoregistertons. Deraf 12 fiskerifartøjer (2002). I 2012 blev en moderne fiskefabrik bygget i Tvøroyris havn, den fik navnet Varðin Pelagic og åbnede i august 2012. Virksomheden skabte omkring 100 nye arbejdspladser, og dette skabte en stor optimisme i byen og på hele øen Suderø. Skatteindtægterne voksede i alle kommuner, specielt i Tvøroyri Kommune, Hovs kommune og Fámjins kommune. Varðin i Gøta har flere datterselskaber, som ejer skib, som leverer fisk til Varðin Pelagic-fabrikken. Nogle af disse skibe er Tróndur í Gøtu, Finnur Fríði, Jupiter og fra 2013 også Tummas T. Skibene fisker forskellig slags fisk, alt efter årstid og kvoter. Det drejer sig om pelagisk fisk, som lever længere oppe i havet end f.eks. torsk, på færøsk kaldes det uppisjóvarfiskur, det drejer sig bl.a. om makrel og sild.
Færgehavnen er et vigtigt led i forbindelsen til Tórshavn. Den var for nogle årtier siden i Tvøroyrar Havn, men så blev den flyttet til Drelnes ved det kommende kulturcenter "Saltsiloen" på den anden side af fjorden. I 2005, da den nye færge kom Smyril, blev en ny færgehavn bygget ved Krambatangi. Smyril – en større person- og fragtfærge – besørger to til tre gange daglig forbindelsen til hovedstaden Tórshavn. I efteråret 2005 blev den gamle Smyril (før Morten Mols, bygget i 1969) erstattet af en højmoderne ny færge med samme navn, den nye færge har plads til 975 passagerer og 200 biler eller 30 trailere. Se færgerne: Smyril

## Galleri
- Tvøroyri museum var lægehus indtil 1926
- Tvøroyri
- Skolebørn på vej hjem. Turistkontoret og Rådhuset er i bygningen til venstre
- Vinter ved åen i Trongisvágur, med Tvøroyri i baggrunden
- Den Gamle Krambúðin i Tvøroyri, nu café og museum
- Restaurerede pakhuse ved havnen
- TB Tvøroyris nye fodboldstadion Við Stórá i Trongisvágur

## Historie
Tvøroyri hører ikke til de gamle marktals-bygder, men er anlagt på bygden Froðbas marker. Før 1836 var stedet kun en udmark, og sammen med Froðba, Ørðavík og Trongisvágur en del af Froðbiar Sóknar Kommuna. 1836 opførtes en filial af den kongelige monopolhandel på stedet og en del pakhuse, og der var de første år kun 10 indbyggere. Efter frihandelens indførelse i 1856 opstod der et livligt handelsmiljø i Tvøroyri. Thomas Frederik Thomsen fra København grundlagde T.F. Thomsen A/S og overtog monopolhandelens bygninger og indrettede sin virksomhed der. Et par år efter nedsatte Johan Mortensen sig som købmand og byggede egne bygninger med bolighus, butikker, pakhus.
De to forretninger havde hver sin anløbsbro. Pladsen udbyggedes efterhånden, og der blev opført kaj og et større havneanlæg. I 1860 var der blevet bygget 7 nye beboelseshuse, og antallet af indbyggere voksede til 66, og som tiden gik, og disse købmænds virksomhed konsolideredes, voksede også bygden jævnt år efter år. På grund af denne vækst blev kirken i Froðba i 1856 flyttet til Tvøroyri.
I midten af 1860'erne begyndte man at anlægge store, brolagte flader til fisketørring. Det var imidlertid ikke så store mængder fisk, der blev leveret til handelen. Der var forholdsvis få robåde, og man var endnu ikke begyndt at anvende slupperne til fiskeri, selv om T.F. Thomsen allerede i 1860'erne ejede større skibe, men disse blev brugt til fragtsejlads. Handelen var imidlertid interesseret i klipfiskeproduktion, og når de lokale fiskere ikke kunne skaffe den tilstrækkelige råvare, fik T.F. Thomsen i 1863 tilladelse til at købe saltet torsk fra de mange engelske eller shetlandske fiskeskibe, som dengang fiskede ved Færøerne, og som i stort antal kom ind til Tvøroyri, hvor der var en fortrinlig havn. Men den store og pludselige vækst i den unge bygd, som efter få år blev en af Færøernes største, startede ikke før slupfiskeriet i 1890'erne for alvor kom i gang, og da udgik snart halvdelen af den færøske fiskeflåde fra bygden og efterhånden fik de foretagsomme købmænd i Tvøroyri filialer rundt omkring på Færøerne.
1895 lod handelskompagniet A/S J. Mortensens Eftf. i Tvøroyri det 162 brt. store dampskib Smiril I bygge på Kochum Mekaniska Verkstad AB i Malmø. Smiril blev indsat i rute januar 1896 og besejlede næsten alle af Færøernes større bygder. Kun få steder kunne færgen lægge til kaj og måtte derfor ofte ligge for anker, mens gods og passagerer blev færget i land med små færgebåde, en langsommelig og besværlig proces. Men dette var dog en stor omvæltning, ikke mindst for postforbindelsen. I 1917 overtog Færøernes Amtkommune Smiril. 1956 blev skibet ophugget.
Foruden købmændene i Tvøroyri var der fra 1907: skrædder, skomager, urmager, bogbinder, barber, bager m. m. Der var også maskinværksteder og ophalingsbedding med skibsværft samt isværk, post og telegrafstation og en filial af Føroya Banki. Af kulturelle institutioner var der kirke, skole med realafdeling, menighedshus og biografteater. Fodboldklubben TB blev grundlagt allerede i 1892, og er den ældste på Færøerne. En fodboldbane blev anlagt ved Sevmýri. Den var i brug indtil 2010.
I 1924 blev der bygget havn med troljespor til pakhusene. Et sygehus var bygget for private midler i 1903, med plads til 12 patienter. Med sine næsten 600 indbyggere var Tvøroyri i 1920'erne og 1930'erne et handelsmæssigt og administrativt centrum, hvor også sysselmanden og kredslægen boede. Præst kom der først senere. 1925 havde bygden 600 indbyggere.
Denne stærke grad af urbanisering var ikke at finde i andre bygder. I de fleste færøske bygder var der ikke så stor forskel på folk, og selv om der var forskel, så var den ikke så synlig som i Tvøroyri. Her var der fremkommet en borgerklasse med de to købmandsfamilier i spidsen. Nederst på stigen var fiskere, arbejdsmænd og fiskepiger. Her kan man tale om en klar og tydelig klasseforskel, der også kom til udtryk i selve bosætningsmønstret. Elven, der løb ned ad fjeldet, Tvørá, samt en stor fisketørringsplads blev almindeligvis opfattet som skellet mellem befolkningsgrupperne. Folk, der boede i Kirkwall, som nu kaldes Valurin, blev kaldt valere og udgjorde proletariatet i sognet. Det bedre borgerskabs huse var ikke placeret på ét sted, men deres status blev formidlet i form af husets størrelse, byggegrund, vedligeholdelse og have. Også "skipperne", der boede her, havde velholdte huse. Nabobygderne Trongisvágur og Froðdba var i den traditionelle færøske stil.
De, som kom for at finde arbejde i Tvøroyri, var ejendomsløse tilflyttere. Mange af disse mennesker kom til at bo i Kirkwall. Oprindelsen til dette navn er mystisk. Navnet "Hválurin" findes i fjeldet ovenfor. Desuden var der også en overgang opført en kirke på stedet. Endelig kom der mange shetlændere og skotter ind på Tvøroyri, og det påstås, at nogen af dem havde tilholdssted i huse placeret på dette sted. I folkemunde er det siden blevet til navnet Kirkwall, der som bekendt ellers er hovedbyen på Orkneyøerne. Navnet er imidlertid ikke noget officielt navn, men en folkelig betegnelse.
I 2010 var TB's hjemmebane ved Sevmýri i så dårlig stand, at holdene i voksenfodbold ikke fik lov til at spille fodbold der efter 2010. I 2011 havde TB derfor hjemmebane i Hvalba, det lykkedes dem at rykke op i Færøernes bedste fodbolddivision Effodeildin. I starten af 2012 sæsonen havde de hjemmebane i Vágur, men i slutningen af april blev TB's nye hjemmebane Við Stórá i Trongisvágur færdig, og den første kamp, som var mod ÍF blev spillet den 29. april 2012, var lykkedes TB at vinde kampen 1-0.
I 2012 åbnede fiske-fabrikken Varðin Pelagic i Tvøroyri, hvilket skabte ca. 100 nye arbejdspladser og samtidig skabte stor optimisme på hele øen, som havde været plaget af forholdsvis stor arbejdsløshed i forhold til resten af landet.
Den 9. juni 2017 blev Varðin Pelagic raseret af en storbrand. Det blev nødvendigt at evakuere omkring de 1800 beboere i byen. En ny 11.400 kvadratmeter stor fabrik blev 2017-2018 genopført det samme sted.

## Turisme
Minder fra storhedstiden ses endnu i bygden. Store pragthuse med haver og nogle af handelshusene, kramboden samt den statelige kirke. Den er fremstillet i Norge i norsk stil som samlesæt og fragtet til Tvøroyri og rejst og indviet her i år 1908.
- Museet i det tidligere lægehus fra 1852 har åbent hver søndag i juni, juli og august, eller efter aftale
- Krambúðin, den tidligere monopolhandel, er nu indrettet som museums og musikcafé, bygningen er fredet, så meget lidt er ændret, og gamle dokumenter findes stadig.
- I Trongisvágur er der en plantage med vandrestier og grillplads ved åen Stórá.
- Galleri Oyggin har udstillinger af færøsk og nordisk kunst og kunsthåndværk, på pladsen overfor galleriet står flere skulpturer af Palle Julsgart.
- Hvannhagi: Ca. 2 km nord for Tvøroyri ligger det naturskønne område med udsigt til Lítla Dímun og Stóra Dímun. Følg vejen fra kirken mod nordøst, følg vejen (den øverste) til den ender ved skiltet "Hvannhagi". Husk at lukke porten, så fårene ikke slipper ud. Gå op over fjeldet hvor det er lavest. Der er en port til Hvannhagi, hvor man går ned langs en smal sti.
- Turistinformation: info@tvoroyri.fo 00298 611080.

## Galleri
- Frælsi (Frihed), skulptur af Palle Julsgart
- Jóansøkufestivalur, musik festival 2009 i Tvøroyri Havn
- Kaproning i færøske robåde ved Jóansøka (Skt. Hans) i Tvøroyri, juni 2009
- Parken i Trongisvágur
- Jóhan Olsen, bådbygger
- Suderø Sygehus (Suðuroyar Sjúkrahús)
- Tvøroyri
- Fodboldbanen ved Sevmýri åbnede i april 2016 som campingplads

## Kendte personer
- Kristian Djurhuus (1895-1984), tidligere minister, lagtingsmand, sysselmand og lagtingsformand
- Peter Mohr Dam (1898-1968), lagmand
- Atli Pætursson Dam (1932-2005), lagmand
- Heðin Mortensen (1946-), borgmester
- Anna Kirstin Thomsen (1946-, igangsætter
- Jóannes Eidesgaard, (1951-), lagmand
- Óli Johannesen (1972-), fodboldlandsholdsspiller, har rekorden for flest kampe for Færøernes fodboldlandshold.
- Anker Eli Petersen (1959-), kunstner (frimærkekunstner)
- Guðrun Sólja Jacobsen (1982-), vandt DR's talentshow "Stjerne for en aften"
- Brandur Enni (1989-), sanger